# 지동초등학교 (경북)
지동초등학교는 대한민국 경상북도 김천시 아포읍 지리에 있었던 공립 초등학교이다.

## 연혁
- 1948년 9월 13일 지동국민학교 개교(설립인가 7월 13일)
- 1996년 3월 1일 지동초등학교로 교명 변경
- 2000년 3월 1일 특수 학급 신설
- 2000년 11월 25일 학내전산망 설치
- 2004년 5월 24일 교실 증축
- 2005년 5월 31일 교실 4칸 및 현관 증축
- 2011년 2월 16일 제58회 졸업식(총 2,731명)
- 2011년 3월 1일 제24대 장태덕 교장 취임
- 2013년 3월 1일 폐교(아포초등학교로 통합)